# U-221
Unterseeboot 221 foi um submarino alemão do Tipo VIIC, pertencente a Kriegsmarine que atuou durante a Segunda Guerra Mundial.

## Comandantes
| Comandante                 | Data                                       |
| -------------------------- | ------------------------------------------ |
| Kptlt. Hans-Hartwig Trojer | 9 de maio de 1942 - 27 de setembro de 1943 |

## Subordinação
Durante o seu tempo de serviço, esteve subordinado às seguintes flotilhas:
| Período                                        | Flotilha                                  |
| ---------------------------------------------- | ----------------------------------------- |
| 9 de maio de 1942 - 31 de agosto de 1942       | 5. Unterseebootsflottille (treinamento)   |
| 1 de setembro de 1942 - 27 de setembro de 1943 | 7. Unterseebootsflottille (serviço ativo) |

## Operações conjuntas de ataque
O U-221 participou das seguinte operações de ataque combinado durante a sua carreira:
- Rudeltaktik Pfeil (12 de setembro de 1942 - 22 de setembro de 1942)
- Rudeltaktik Blitz (22 de setembro de 1942 - 26 de setembro de 1942)
- Rudeltaktik Tiger (26 de setembro de 1942 - 30 de setembro de 1942)
- Rudeltaktik Wotan (5 de outubro de 1942 - 18 de outubro de 1942)
- Rudeltaktik Draufgänger (29 de novembro de 1942 - 9 de dezembro de 1942)
- Rudeltaktik Neuland (8 de março de 1943 - 13 de março de 1943)
- Rudeltaktik Dränger (14 de março de 1943 - 20 de março de 1943)
- Rudeltaktik Drossel (11 de maio de 1943 - 15 de maio de 1943)
- Rudeltaktik Oder (17 de maio de 1943 - 19 de maio de 1943)
- Rudeltaktik Mosel (19 de maio de 1943 - 24 de maio de 1943)
- Rudeltaktik Trutz (1 de junho de 1943 - 16 de junho de 1943)
- Rudeltaktik Trutz 3 (16 de junho de 1943 - 29 de junho de 1943)